# Gaspare Saladino
Gaspare Saladino (Santa Margherita di Belice, 29 novembre 1930) è un politico italiano.

## Biografia
Dottore in giurisprudenza e storico esponente del Partito Socialista Italiano, vicino alle posizioni di Francesco De Martino.
Già consigliere al Comune di Palermo è eletto deputato all'Assemblea Regionale Siciliana nella VI legislatura (1967 - 1971) con la lista unitaria Partito Socialista Unificato-PRI. Rieletto nella VII legislatura (1971 - 1976), sarà Vicepresidente della Regione Siciliana ed Assessore regionale all'Industria nel 31º governo (1974 - 1976). Si dimette il 5 maggio 1976.
Deputato alla Camera nella VII legislatura (1976-1979) e nell'VIII legislatura (1979-1983).
Sottosegretario di Stato alle Poste e Telecomunicazioni nel secondo governo Cossiga, nel governo Forlani e nei governi primo e secondo di Giovanni Spadolini.
È stato Segretario della federazione socialista di Palermo, vicesegretario regionale del PSI e componente della Direzione nazionale.
Ha successivamente aderito ai Socialisti Democratici Italiani ed alla Rosa nel Pugno.